# Csasztije
Csasztije (oroszul: Частые) falu Oroszország Permi határterületén, a Csasztijei járás székhelye.
Lakossága: 4859 fő (a 2010. évi népszámláláskor).

## Fekvése
A Permi határterület délnyugati részén, Permtől 236 km-re, a Kámán kialakított Votkinszki-víztározó jobb partján helyezkedik el. 

## Története
A település 1646 óta ismert, nevét a Káma egykori szigeteiről (Csasztije-szigetek) kapta. Az 1880-as években a falu a mezőgazdasági termékek közvetítő kereskedelmének egyik jelentős központja lett. 
A Votkinszki-víztározó építésekor, 1957–1961 között a falu egy részét áthelyezték magasabbra partszakaszra. A régi településből egy utca és két téglaépület maradt meg: a templom és egy régi kereskedői ház. A víztározó feltöltésekor a falunak nevet adó Csasztije-szigetek is eltűntek. 
Az 1990-es évek elején két lakótelepe (mikrorajonja) épült. 2000-ben bevezették a faluba a földgázt.